# Neil Bonnett

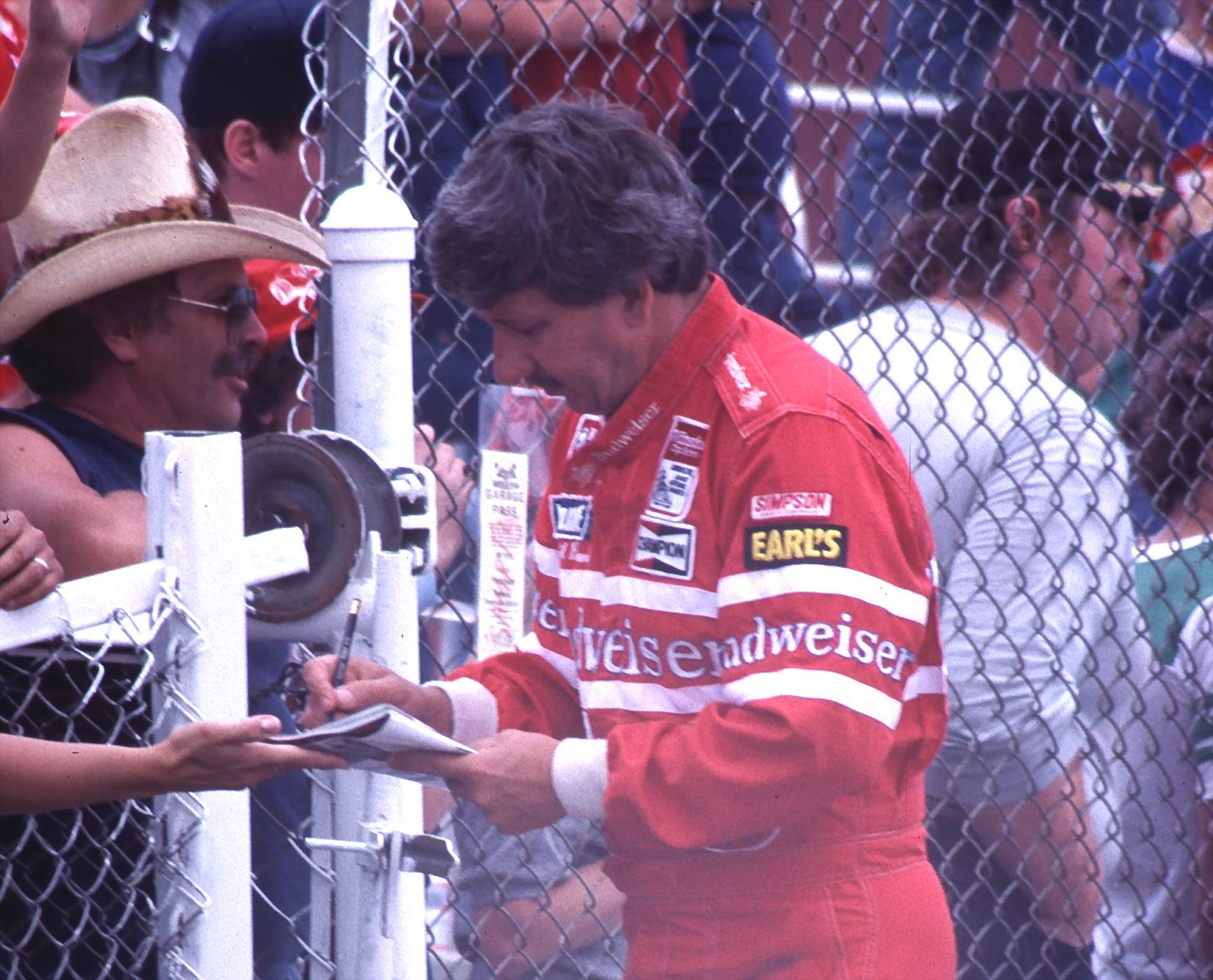
Neil Bonnett firmando autógrafos en 1985

Lawrence Neil Bonnett (Hueytown, Alabama, Estados Unidos, 30 de julio de 1946-11 de febrero de 1994) fue un piloto de automovilismo estadounidense que disputó el campeonato de stock cars Copa NASCAR durante dos décadas.
Consiguió 18 victorias en dicha categoría, entre ellas las 600 Millas de Charlotte de 1982 y 1983, las 500 Millas Sureñas de 1981 y las 400 Millas de Daytona de 1979, y acumuló 83 top 5 en 362 carreras disputadas. Sus mejores resultados de campeonato fueron cuarto en 1985, sexto en 1983 y octavo en 1984.
Bonnett formó parte de la Pandilla de Alabama junto con su mentor Bobby Allison y sus familiares Donnie Allison y Davey Allison. Aparte de su actividad en la Copa NASCAR, disputó la International Race of Champions en 1979, 1980 y 1984.
En la década de 1990, Bonnett trabajó como comentarista de las transmisiones de la NASCAR de las cadenas de televisión de TNN, CBS y TBS. También actuó de sí mismo en las películas Stroker Ace y Days of Thunder. A los 47 años de edad, el piloto chocó fatalmente en una tanda de entrenamientos para las 500 Millas de Daytona de 1994.
Bonnett fue nombrado entre los 50 mejores pilotos de la NASCAR en 1998, e ingresó al Salón de la Fama del Deporte Motor Internacional en 2001.

## Inicios con Chevrolet y Dodge (1973-1978)
El piloto compitió en la Copa NASCAR por primera vez en 1973, donde no pudo clasificar a las 500 Millas de Alabama ni las 500 Millas de Talladega. En 1974 clasificó a dichas carreras, abandonando tempranamente en ambas oportunidades por fallas mecánicas. En las 420 de Nashville de 1975 quedó clasificado en el 14º puesto, al abandonar en la vuelta 377. Luego corrió las 500 Millas de Talladega, donde tuvo una falla mecánica a mitad de carrera.
Bonnett corrió 13 fechas de la temporada 1976 de la Copa NASCAR con un Chevrolet propio, logrando un quinto puesto en las 500 Millas de Daytona, un sexto en Míchigan y un octavo en Atlanta.
En 1977 corrió 23 carreras de 30 con la marca Dodge, primero con el equipo de Nord Krauskopf y luego el de Jim Stacy. Obtuvo sus primeras victorias en Richmond y Ontario, y logró cinco top 5, nueve top 10 y seis pole positions. Debido a sus ausencias, quedó en el 18º puesto final.
El piloto continuó con Jim Stacy en la primera mitad de la temporada 1978, y pasó a correr con un Chevrolet de Rod Osterlund el resto de las fechas. No ganó ninguna, pero cosechó siete top 5 y doce top 10 en las 30 carreras del calendario, además de tres pole positions. Sin embargo, abandonó en las demás pruebas, por lo que se colocó 12º en la tabla de posiciones final. Por otra parte, ganó los 500 km de Calder Park, una carrera no puntuable disputada en Australia.

## Mercury y Ford (1979-1982)
Luego de correr con distintos equipos en el primer tramo de la Copa NASCAR 1979, Bonnett se unió al equipo de los hermanos Wood para la novena fecha. Al volante de un Mercury, triunfó en las 400 Millas de Daytona, Dover y Atlanta, y obtuvo un cuarto puesto, un sexto y cuatro pole positions. Con 21 apariciones en 31 carreras, el piloto acabó 26º en el campeonato.
Continuando con los hermanos Wood en 1980, venció en las 500 Millas de Talladega y en Pocono, y consiguió diez top 5 en 22 participaciones. Sus numerosas ausencias y abandonos le significaron acabar 19º en la clasificación general.
El equipo de los hermanos Wood pasó a competir con automóviles Ford en la temporada 1981 de la Copa NASCAR. Bonnett ganó las 500 Millas Sureñas de Darlington y en Dover y Atlanta, y obtuvo siete top 5. Al acumular numerosos abandonos y ausencias, quedó ubicado en el 22º puesto final.
En 1982, el piloto corrió 22 carreras de la Copa NASCAR con un Ford de los hermanos Wood y tres con un Buick de Bob Rogers. Ganó las 600 Millas de Charlotte y consiguió siete top 5, quedando así 17º en el campeonato.

## Chevrolet y Pontiac (1983-1988)
Bonnett fichó como piloto del equipo RahMoc para las 30 fechas de la Copa NASCAR 1983. Al volante de un Chevrolet, logró la victoria en las 600 Millas de Charlotte y las 500 Millas de Atlanta. Además, obtuvo diez top 5, 17 top 10 y cuatro pole positions, lo que le permitió ubicarse sexto en la tabla final. Por otra parte, ganó el Clash de Daytona.
En 1984 siguió con la marca Chevrolet pero del equipo de Junior Johnson. Consiguió siete top 5 y 14 top 10 en las 30 carreras del certamen, pero no venció en ninguna. Así, terminó en la octava colocación general. Ese mismo año, repitió victoria en el Clash de Daytona.
Con 38 años de edad en 1985, Bonnett logró dos victorias en Rockingham y North Wilkesboro. Además acumuló 11 top 5 y 18 top 10 en las 28 carreras del calendario. Esto le permitió alcanzar la cuarta colocación final, por detrás de Darrell Waltrip, Bill Elliott y Harry Gant.
El piloto siguió con Junior Johnson en la Copa NASCAR 1986. Ganó en Rockingham y obtuvo seis top 5 y 12 top 10, que lo colocaron 13º en el campeonato.
En 1987 retornó al equipo RahMoc, en este caso con la marca Pontiac. Con cinco top 5 y 15 top 10, terminó 12º en la clasificación general. Sus dos últimas victorias en la Copa NASCAR fueron en Richmond y Rockingham en la temporada 1988. Ese mismo año llegó cuarto en las 500 Millas de Daytona y consiguió siete top 10 para ubicarse 16º en la tabla final.

## Años finales (1989-1994)
Los hermanos Wood contrataron nuevamente a Bonnett para la Copa NASCAR 1989. Al volante de un Ford, obtuvo 11 top 10 y se ubicó 20º en el campeonato. El piloto tuvo un choque grave en la Rebel 500 de Darlington de 1990, lo que lo motivó a retirarse como piloto y dedicarse al periodismo de automovilismo.
Bonnett volvió a correr en la Copa NASCAR en las 500 Millas de Talladega con un Chevrolet de Richard Childress Racing, donde abandonó por choque. También disputó la fecha final en Atlanta, donde se retiró a las pocas vueltas para ayudar a su compañero de equipo Dale Earnhardt a obtener el título.
En 1994 firmó con el equipo de James Finch para disputar algunas carreras de la Copa NASCAR. En la primera tanda de prácticas para las 500 Millas de Daytona, Bonnett impactó contra el muro, a muy alta velocidad y de forma  casi frontal, sufriendo una fractura anular de la base del cráneo, lo que le causó la muerte casi instantánea.